# Bagacum Nerviorum

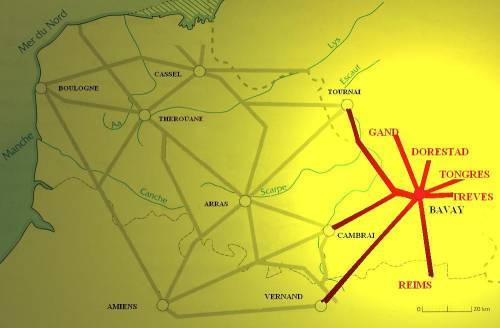
knooppunt van Romeinse wegen

Bagacum Nerviorum of kortweg Bagacum, het hedendaagse Bavay, was een Romeinse stad in de provincie Gallia Belgica.

## Geschiedenis
Bagacum werd rond 20 v.Chr. gesticht en lag aan de Chaussée Brunehaut, de belangrijke Romeinse heerweg van Keulen naar Boulogne-sur-Mer, de belangrijke haven naar Britannia. De naam Bagacum is waarschijnlijk een gelatiniseerde vorm van de oorspronkelijke Nervische naam voor de Gallische oppidum, die "Beuken" zou betekenen. Keizer Augustus verdeelde rond 15 v.Chr. Gallia in vier provincies. De noordelijkste hiervan was Gallia Belgica, met Durocortorum (Reims) als hoofdstad. De provincie werd onderverdeeld in districten (civitates), waarbij Bagacum de hoofdstad van het Civitas Nerviorum werd. Dit gebied lag in het gebied van de Nerviërs. Deze zeer uitgestrekte civitas omvatte waarschijnlijk ook de woongebieden van andere stammen zoals de Ceutrones, Levaci, Geidumni. Dit Romeinse administratieve gebied werd waarschijnlijk begrensd door de Laarse Beek op de grens van Merksem en Schoten enerzijds en Ekeren en Brasschaat anderzijds in het noorden en de Schelde in het westen; dichte bossen maakten dat in het oosten en het zuiden de grenzen onduidelijk waren.

## Wegenknooppunt
Bavay was in Noord-Gallië een bijzonder belangrijk knooppunt van heirbanen in alle richtingen; wegen naar Colonia Claudia Ara Agrippinensium (Keulen), Augusta Treverorum (Trier), Durocortorum (Reims), Samarobriva (Amiens), Gesoriacum (Boulogne-sur-Mer) Castellum Menapiorum (Kassel) en Asca (Asse, nog bijna volledig als weg in gebruik). Rond het begin van de jaartelling was Bagacum vooral van militair belang, maar dankzij de strategische ligging ontwikkelde de stad zich in de eerste eeuw tot een handelscentrum. Er werd een forum, basilica en tempel gebouwd, alsook een thermencomplex, gevoed door een 20 km lang aquaduct. Op haar hoogtepunt telde de stad ongeveer 6000 inwoners. Rond 260 werd de stad verwoest door plunderende Germanen. Aan het einde van de derde eeuw werd Camaracum (Cambrai) de nieuwe districtshoofdstad, waarbij de Civitas Nerviorum werd omgevormd tot de Civitas Cameracum, waarmee het belang van Bagacum sterk verminderde. Het forum werd omgebouwd tot legerplaats (castellum). Het grondgebied van de civitas bleef grotendeels behouden in het latere bisdom Kamerijk.

## Opgravingen
De cryptoporticus, het ondergrondse gewelf van het forum, is nog grotendeels bewaard gebleven. Het complex beslaat een oppervlakte van 100 bij 225 meter en dateert van na 150. Het complex diende waarschijnlijk, net als de vergelijkbare onderbouw van het forum van Arles, als opslagplaats voor graan. Op de muren zijn nog resten van wandschilderingen te zien. Ook staan er nog delen van de muren van het castellum. In het Gallo-Romeins museum Musée archéologique de Bavay zijn vondsten uit Bagacum tentoongesteld.
De opgravingen vormen het start- of eindpunt van de bewegwijzerde auroroute Romeinse weg Bavay-Velzeke. In 2021 en 2022 werden werkzaamheden uitgevoerd; het museum werd vernieuwd en er werd een dakconstructie gebouwd boven het forum.